# Wesley Gassova Ribeiro Teixeira
Wesley Gassova Ribeiro Teixeira (São Paulo, 5 de março de 2005), mais conhecido como apenas Wesley, é um futebolista brasileiro que atua como atacante. Atualmente joga pelo Al-Nassr.

## Carreira

### Corinthians
Nascido em São Paulo, Wesley começou a carreira nas categorias de base do Corinthians aos 9 anos. É filho de Wladimir, um ex-jogador que fez carreira em clubes pequenos de Portugal e Bélgica e que parou de jogar antes do nascimento do garoto, Wesley desde sempre cresceu com referências do futebol dentro de sua casa. Em 12 de abril de 2022, assinou um contrato profissional com o Corinthians de 3 anos. Foi vinculada ao contrato uma multa rescisória de 50 milhões de euros (cerca de 253 milhões de reais) para o mercado internacional.
Wesley fez sua estreia na Copa do Brasil no dia 20 de abril de 2022, substituindo Gustavo Mosquito contra a Portuguesa. O jogo ficou empatado em 1–1. Sua estreia na Série A ocorreu em 7 de junho, quando ele novamente substituiu Gustavo Mosquito na derrota por 1–0 fora de casa contra o Cuiabá.
Fez seu primeiro gol profissional em 1 de agosto de 2023, na Copa Sul-Americana, na vitória de 2–1 sobre o Newell's Old Boys.
No dia 28 de abril de 2024, Wesley marcou dois gols contra o Fluminense. Seu primeiro gol desse confronto foi o milésimo gol do Corinthians na história dos pontos corridos. O segundo gol, em que driblou três adversários, foi considerado um dos gols mais bonitos da competição. Pelo desempenho nessa partida, ele foi eleito o melhor jogador da quarta rodada do Campeonato Brasileiro pelo Prêmio ESPN Bola de Prata, com uma nota de 8,22, maior nota do torneio até então. O jogo ficou 3–0 para o Corinthians.

### Al-Nassr
Em 30 de agosto de 2024, Wesley assinou com o clube do Campeonato Saudita Al-Nassr por um contrato de quatro anos. A venda foi firmada por 20 milhões de dólares (cerca de 110 milhões de reais na época), além de bônus de 5 milhões de dólares caso o jogador alcance as metas estipuladas no contrato.
Fez sua estreia em 16 de setembro, substituindo Sadio Mané aos 69 minutos contra o Al-Shorta na Liga dos Campeões da AFC. O jogo ficou empatado de 1–1. Na mesma competição, marcou o 4º gol contra o atual campeão Al-Ain. Ele também deu assistência para o 5º gol, tudo em menos de 11 minutos de jogo.

## Honrarias

#### Individual
- Samba de Ouro — Melhor jogador brasileiro sub-20 do ano: 2024[16]
- Prêmio ESPN Bola de Prata — Melhor da rodada: 2024[9]

#### Equipe
- Campeonato Sul-Americano de Futebol Sub-20: 2025[17]